# Pseudopanurgus fuliginosus
Pseudopanurgus fuliginosus is een vliesvleugelig insect uit de familie Andrenidae. De wetenschappelijke naam van de soort is voor het eerst geldig gepubliceerd in 1973 door Timberlake.